# Kew, New South Wales
Kew är en ort i Australien. Den ligger i kommunen Port Macquarie-Hastings och delstaten New South Wales, i den sydöstra delen av landet, omkring 280 kilometer nordost om delstatshuvudstaden Sydney. Antalet invånare är 950.
Närmaste större samhälle är Wauchope, omkring 20 kilometer norr om Kew. 
I omgivningarna runt Kew växer i huvudsak städsegrön lövskog. Runt Kew är det glesbefolkat, med 17 invånare per kvadratkilometer. Genomsnittlig årsnederbörd är 1 825 millimeter. Den regnigaste månaden är februari, med i genomsnitt 359 mm nederbörd, och den torraste är oktober, med 41 mm nederbörd.